# La Machination (film, 1971)
Pour les articles homonymes, voir Machination.
Pour plus de détails, voir Fiche technique et Distribution.
La Machination (Senza via d'uscita) est un giallo hispano-franco-italien réalisé par Piero Sciumè et sorti en 1971.
C'est le premier et l'unique long-métrage de son réalisateur.

## Synopsis
Gilbert et Michèle Mardeau sont un couple marié qui ont déménagé de France à Stockholm. Un jour, sa femme lui annonce que leur fils André vient d'être enlevé. Gilbert n'est lui-même pas très riche, mais il est employé dans une banque et transporte de grosses sommes d'argent pour le compte de clients. Lorsque Gilbert est contacté par le ravisseur, il lui est demandé d'obtenir une rançon de 200 000 dollars en simulant un braquage lors d'un transport de fonds. Sous la pression, Gilbert exécute le plan.
Pendant ce temps à leur domicile Michèle reçoit chez elle une poupée ensanglantée à l'effigie de son fils. Déjà passablement perturbée après l'enlèvement, cette découverte achève de l'épouvanter et elle se suicide.
En réalité, tout était un coup monté de Gilbert depuis le début, pour pouvoir se débarrasser de sa femme. Il part en voyage avec l'argent en compagnie de sa maîtresse, Britt. Mais bientôt, des regrets l'assaillent.

## Fiche technique
Sauf indication contraire, les informations mentionnées dans cette section peuvent être confirmées par la base de données cinématographiques Unifrance,  présente dans la section « Liens externes ».
- Titre français : La Machination ou Les Victimes[2]
- Titre original italien : Senza via d'uscita[3]
- Titre espagnol : Las fotos de una mujer decente ou Las victimas
- Réalisateur : Piero Sciumè
- Scénario : Tiziano Cortini, Julio Salvador, Piero Sciumè, Riccardo Ferrer
- Photographie : Cecilio Paniagua
- Montage : Renato Cinquini (it)
- Musique : Piero Piccioni
- Décors : Juan Alberto Soler
- Maquillage : Pier Antonio Mecacci (it), Grazia De Rossi
- Production : Pier-Luigi Torri, Roberto Amoroso, Jean-Claude Roblin, Jorge Ferrer
- Société de production : American Motion Pictures of Italy, Ramo Film, Orbita Film, Les Films de l'Épée
- Pays de production :  Italie •  France •  Espagne
- Langue de tournage : italien
- Format : couleur par Eastmancolor - Son mono - 35 mm
- Durée : 88 minutes
- Genre : Giallo, film d'épouvante
- Dates de sortie :
  - Italie : 18 juin 1971 (Milan)
  - France : 20 mars 1974[2]

## Distribution
- Marisa Mell : Michèle Mardeau
- Philippe Leroy : Gilbert Mardeau
- Lea Massari : Britt
- Roger Hanin : Kurt
- Georges Rigaud : Bergman
- Nando Favella : un employé de banque
- Enzo Di Pietro : un policier
- Vicente Roca